# Zgrupowanie „Jasiołda”
Zgrupowanie „Jasiołda” – improwizowane w toku kampanii wrześniowej 1939 zgrupowanie pododdziałów Wojska Polskiego, grupa taktyczna stanowiąca równowartość pułku piechoty.

## Formowanie i zmiany organizacyjne
Po odjeździe na teren północnego Mazowsza w marcu 1939 20 Dywizji Piechoty w jej garnizonach w Słonimiu, Baranowiczach i Prużanie pozostały nadwyżki rezerwistów, kadry zawodowej oraz młodszy rocznik wcielony w marcu 1939. Żołnierze młodszego rocznika i rezerwiści objęci zostali intensywnym przeszkoleniem. Organizatorem szkolenia w garnizonach 20 DP został II dowódca Piechoty Dywizyjnej płk Adam Epler, a w garnizonie Baranowicze dowodził pozostałościami mjr Ludwik Rau. W ramach mobilizacji alarmowej rozpoczętej 24 sierpnia 1939 w koszarach 78 pp z zasobów kadrowych, rezerwistów oraz środków materiałowych zorganizowano: 3 batalion karabinów maszynowych i broni towarzyszących i 20 kompanię przeciwpancerną. Zmobilizowane oddziały pozostały w garnizonie Baranowicze.
W ramach mobilizacji powszechnej od dnia 30 sierpnia gromadzono kolejnych rezerwistów w ramach Oddziału Zbierania Nadwyżek 78 pułku piechoty. Dodatkowo w Ośrodku Wyszkolenia Przeciwpancernego Okręgu Korpusu nr IX przy 78 pp w Baranowiczach, z jego zasobów utworzono 91 kompanię przeciwpancerną zmotoryzowaną. Kompania ta odjechała 12 września do Kobrynia i weszła w skład Dywizji „Kobryń”. 2 września do Słonimia wyruszył marszem pieszym OZN 78 pułku piechoty pod dowództwem kpt. Zygmunta Ziemby. Jednak z uwagi na rozkaz dowódcy Okręgu Korpusu nr IX gen. bryg. Franciszka Kleeberga o zorganizowaniu zgrupowania taktycznego z zasobów pozostałości 78 pp i zmobilizowanych tam oddziałów, 8 września wydał rozkaz o powrocie OZN 78 pp kpt. Zygmunta Ziemby do Baranowicz, gdzie dotarł 11 września. Zorganizowano z OZN 78 pp, przede wszystkim z żołnierzy młodego rocznika wcielonych w marcu 1939 i młodszych żołnierzy rezerwy, I batalion 78 pp o organizacji etatowego batalionu piechoty,
Naczelny Wódz marszałek Edward Śmigły-Rydz przebywający w Brześciu nad Bugiem, wydał 11 września gen. bryg. Franciszkowi Kleebergowi dowódcy OK IX rozkazy odnośnie organizacji obrony Polesia na linii Brześć-Kobryń-Drohiczyn Poleski-Pińsk, przed niemieckimi oddziałami pancerno-motorowymi, które przełamały obronę Samodzielnej Grupy Operacyjnej „Narew” i ze strony północno-zachodniej zmierzały na Polesie. Oddziały tworzące ugrupowanie obronne w postaci zapory miały zadanie osłonić mające się koncentrować na terenie Małopolski Wschodniej oddziały dowodzone przez marszałka Edwarda Rydza-Śmigłego. Wkrótce z Brześcia do Włodzimierza Wołyńskiego wyjechało Naczelne Dowództwo WP. 11 września w myśl ustnych rozkazów Naczelnego Wodza, gen. Kleeberg nakazał wymarsz garnizonów 20 DP w kierunku południowo-wschodnim. Garnizon z Baranowicz miał podjąć marsz w kierunku na Janów.

## Zgrupowanie „Jasiołda” w kampanii wrześniowej
W nocy 11/12 września garnizon Baranowicz wyruszył w marsz poprzez Leśną, Miłowidy, Hancewicze, Koziki pod dowództwem mjr Ludwika Rau w skład zgrupowania weszły:
- dowództwo zgrupowania
- kompania kadrowa (ze zmobilizowanych oficerów rezerwy),
- I batalion 78 pp OZ pod dowództwem – kpt. Zygmunta Mariana Ziemby
- 3 batalion karabinów maszynowych i broni towarzyszących pod dowództwem – mjr. Stanisława Gierki
- 5 batalion Junackich Hufców Pracy
- 20 kompania przeciwpancerna zmot.
- 4 kompania 93 batalionu wartowniczego[3].

Zgrupowanie miało za zadanie obsadzić rejon Motol-Horodyszcze i być w gotowości do manewru w kierunku zachodnim. W trakcie marszu od 13 września otrzymało nazwę Zgrupowanie „Jasiołda”. W dniu 13 września dowódca Samodzielnej Grupy Operacyjnej „Polesie” gen. bryg. Franciszek Kleeberg postawił zadanie, które brzmiało: Skupić główne siły w rejonie Borowa, południowy wschód Janów i zamknąć wszystkie dojścia z Iwacewicz na Pińsk i Janów. W rejonie Koziki silny oddział rozpoznawczy dla stałego rozpoznania kierunku Iwacewicze-Błudeń. Przygotować i wykonać na rozkaz niszczenia dróg przez oddział roboczy dróg z Iwacewicz i przez Jasiołdę. Maszerujące zgrupowanie w nocy 14/15 września przeszło Telechany. 15 września ześrodkowały się rejonie Motol-Borowa. Oddziały zgrupowania przebyły od 150 do 200 kilometrów. Na miejscu został zorganizowany oddział rozpoznawczy pod dowództwem kpt. Stanisława Skwirzyńskiego, w składzie: kompania strzelecka por. rez. Józefa Staneckiego, pluton ckm, pluton zwiadowców, pluton pionierów, działon przeciwpancerny i drużyny robocze. Zadaniem było prowadzenie rozpoznania, dozorowanie linii kolejki wąskotorowej Iwacewicze-Telechany-Janów, zwalczanie dywersji. 15 września dowództwo zgrupowania objął wysłany ze sztabu OK IX ppłk dypl. Wilhelm Paszkiewicz, zastępcą dowódcy zgrupowania został dotychczasowy dowódca mjr Ludwik Rau. 16 września bataliony zajęły stanowiska obronne na linii rzeki Jasiołda. Dowódca Zgrupowania „Jasiolda” zwrócił się do gen. Kleeberga o dozbrojenie batalionu JHP w broń strzelecką. Transportu nie wysłano. 17 września dowódca zgrupowania ppłk dypl. Paszkiewicz od gen. Kleeberga otrzymał rozkaz bronienia przepraw na Kanale Królewskim i Pinie, następnie rubieży Wólka Mała-Chojno. Granica wschodnia odcinka obrony zgrupowania Strumień pod Chojnem włącznie, zachodnia w luźnej styczności ze Zgrupowaniem „Drohiczyn Poleski”. Po otrzymaniu informacji o agresji ZSRR na II RP podjęto marsz odwrotowy w kierunku południowym. 18 września zgrupowanie dotarło w rejon Newla, na przeprawach na Pinie pod Kuźliczynem i pod Kończycem pozostawiono obsady w sile drużyny strzeleckiej z dwoma i jednym ckm. 19 września do zgrupowania ppłk. Gorzkowskiego odesłano cztery armaty ppanc. kal. 37 mm z 20 kompanii ppanc. Jednocześnie jedna wzmocniona kompania strzelecka została wysłana do Janowa, celem prowadzenia rozpoznania, na zachód, północ i południe. 3 batalion km i br. tow. wraz z 20 kompanią ppanc. stanął w Bereźnej Woli, I/78 pp OZ i 5 batalion JHP w Sudacze, bataliony marynarskie FRMW w Rudce.
Po wyjściu z garnizonu pokojowego położonego na północy OK IX zgrupowanie prowadziło potyczki z grupami dywersyjnymi. Szczególne nasilenie nastąpiło po 17 września 1939, toczono wówczas regularne starcia z dywersantami. 20 września rano do zgrupowania „Jasiołda” ppłk. dypl. Wilhelma Paszkiewicza dotarł rozkaz dowódcy OK IX gen. Kleeberga L.3/20/Op., w którym rozkazano:
1. z ZSRR nie walczyć, a tylko w razie natarcia i prób rozbrojenia,
2. przejść na zachód od Kowla,
3. w etapach dniowych wykonać marsz po trasach:
- 20 września rejon Bereznowola-Sudcze, gdzie w podporządkowanie zgrupowania mają wejść dwa bataliony marynarskie ze składu Flotylli Rzecznej dowodzone przez kmdr. ppor. Alojzego Pawłowskiego.
- 21 września rejon Krymno-Pniewo,
- 22 września rejon Nujno-Zalesie-Soszyczno,
- 23 września odpoczynek celem oczekiwania na podejście grupy KOP[9].

Żywność, inne zaopatrzenie paszę dla koni i amunicję zgrupowanie miało pobrać od 21 września, ze składów w Lubieszowie i Kamieniu Koszyrskim. Zgrupowanie „Jasiołda” marsz rozpoczęło o godz. 5.20 20 września zgodnie z harmonogramem. Do zgrupowania nie dołączył oddział rozpoznawczy kpt. Skwirzyńskiego i obsady przepraw, które po podejściu oddziałów sowieckich miały dokonać zniszczeń na przeprawach. 20 września w Kamieniu Koszyrskim 5 batalion JHP rozkazem szefa oddziału III operacyjnego sztabu został rozformowany, część junaków zatrudniono w charakterze woźniców w taborze zgrupowania, część wyprawiono w kierunku Włodawy, gdzie weszli jako woźnice taborów w skład różnych oddziałów, inni jako ochotnicy wstąpili do oddziałów bojowych, głównie w 50 Dywizji Piechoty „Brzoza”, SGO „Polesie”. 21 września w rejon wsi Huta Stepańska dotarło Zgrupowanie „Jasiołda”, tam po walce prawdopodobnie zostało rozbite przez nacierające jednostki sowieckie. Większość żołnierzy dostała się do niewoli sowieckiej, oficerowie stali się ofiarami zbrodni katyńskiej.
Według innych źródeł: 23 września w rejonie Lubiąża podczas odprawy oficerskiej z podległymi dowódcami ppłk dypl. Wilhelm Paszkiewicz podjął decyzję, z uwagi na znaczne postępy wojsk sowieckich zaniechania marszu na północny zachód, do sił głównych SGO „Polesie”. Podjęto decyzję przebicia się ze zgrupowaniem w kierunku północnym do granicy z Litwą. Realizują powyższy samowolny zamiar w godzinach nocnych 24 września Zgrupowanie „Jasiołda” napotkało na Kanałem Królewskim silny opór grupy dywersyjnej, która ogniem broni maszynowej zablokowała most na kanale. Wyznaczona grupa szturmowa składająca się głównie z podchorążych i ochotników przeprawiła się w pław przez Kanał Królewski i rozbiła dywersantów, otwierając drogę na północ dla zgrupowania. Rano 25 września zgrupowanie dotarło do szosy Pińsk-Brześć n/Bugiem w rejonie folwarku Czeremcha, kilka kilometrów od Drohiczyna Poleskiego. Podczas przekraczania szosy zgrupowanie zostało zaatakowane przez bandę dywersyjną i współdziałające oddziały sowieckiej piechoty z 52 Dywizji Strzeleckiej. Bataliony Zgrupowanie „Jasiołda” zajęły obronę na skraju lasu, gdzie od godz. 10.00 stawiły opór atakującym jednostką sowieckim, których ilość wzrastała z uwagi na przemarsz całej dywizji. Odparto natarcie sowieckiej piechoty i dywersantów. Stronie sowieckiej wsparcia udzieliła artyleria i pojazdy pancerne. Zgrupowanie podjęło próbę przedarcia się w kierunku północnym, z uwagi na okrążenie Zgrupowanie „Jasiołda” zostało rozbite. W trakcie walki poległo 25 polskich żołnierzy. Do sowieckiej niewoli dostało się około 700 żołnierzy, w tym dowództwo zgrupowania, zdołało wycofać się w kierunku południowym ponad 500 polskich żołnierzy. Według danych sowieckich w walce miało zginąć 4 żołnierzy sowieckich, 1 został rannych oraz zginęło 4 dywersantów.
Oddział rozpoznawczy kpt. Stanisława Skwirzyńskiego w odwrocie spod Iwacewicz maszerował oddzielnie od reszty Zgrupowania „Jasiołda”. 21 września w okolicach miejscowości Horodec stoczył walkę z sowieckim oddziałem rozpoznawczym w sile kompanii czołgów i około 25 piechurów z sowieckiej 32 Brygady Czołgów. Po dłuższej walce oddział kpt. Skwirzyńskiego został rozbity na dwie części, wycofał się w dwóch grupach w kierunku zachodnim do niewoli dostał się dowódca.
Resztki zgrupowania, wywodząca się głównie z oddziału kpt. Skwirzyńskiego kompania „Koziki”, dotarły 25-27 września do rejonu Okunin-Orchówek-Tarasiuki na zachodnim brzegu Bugu i zostały włączone głównie do I batalionu 178 pułku piechoty 50 DP „Brzoza”, z którym dzieliły dalszy szlak bojowy.

### Obsada personalna Zgrupowania „Jasiołda”
Dowódca zgrupowania:
- mjr Ludwik Rau (do 15 IX 1939)[16]
- ppłk dypl. Wilhelm Paszkiewicz (od 15 IX)[16]

Zastępca dowódcy zgrupowania:
- mjr Ludwik Rau (od 15 IX)[16]

Oddziały:
- dowódca I batalionu 78 pp OZ – kpt. Zygmunt Marian Ziemba[16]
  - adiutant batalionu – kpt. Jan Łapin[16]
  - dowódca 1 kompanii strzeleckiej – por. rez. Józef Stanecki[17]
  - dowódca kompanii – por. Franciszek Czuba[18]
    - dowódca plutonu – ppor. Józef Woźniak[19]
- dowódca 3 batalionu km i br. tow. – mjr Stanisław Gierka[16]
  - dowódca kompanii km – por. rez. Zygmunt Zbroja[16]
    - dowódcy plutonów km – ppor. rez. Józef Bohatkiewicz[16]
- dowódca 5 batalionu JHP – NN
- dowódca 20 kompanii przeciwpancernej (zmot.)

- dowódca oddziału rozpoznawczego – kpt. Stanisław Zbigniew Skwirzyński[16]
- oficerowie o nieustalonych przydziałach:
  - kpt. Donat Ignatowicz[20]
  - por. rez. Norbert Kasprzycki[21]